# Marià Villangómez Llobet
Marià Villangómez Llobet (Ciutat d'Eivissa, 10 de gener de 1913 - 12 de maig de 2002) va ser un poeta i traductor eivissenc.

## Biografia
Va néixer en una família de metges i farmacèutics, però de jove es va decantar per l'estudi de les lletres. Des del 1928 va estudiar Dret a Barcelona. Més enllà dels estudis, l'estada va resultar profitosa per l'època convulsa de Catalunya en aquells temps. Lector àvid de poesia, comença a publicar en diaris i revistes fins a l'esclat de la Guerra Civil. L'any 1938 es trasllada a València i inicia estudis de lletres fins que és destinat al front de Castelló, al bàndol de Franco, on va lluitar a la zona d'Higueras. Després de la guerra, en haver-la conclosa amb el rang d'alferes provisional, va aprofitar la possibilitat que tenien els dits oficials per a incorporar-se a l'ensenyança com a mestres, tasca que va exercir durant vint-i-cinc anys (a Cornellà i a Eivissa). Fou al poble de Sant Miquel de Balansat on exercí la docència més anys. Inspirat en la vida d'aquest poble del nord de l'illa al llarg de tot l'any va escriure "L'any en estampes", una de les millors obres en prosa de la literatura catalana. Pels volts de 1943 reprèn la creació. L'any 1963 tanca l'etapa del vers i es concentra en la traducció (per exemple, de Mallarmé i Verlaine), a més d'escriure assaigs i articles.
Des de 1991 fou membre corresponent de la Secció Filològica de l'Institut d'Estudis Catalans.

## Reconeixements
- 1983: Medalla d'Or de la Comunitat Autònoma de les Illes Balears.
- 1984: Creu de Sant Jordi.
- 1987: Premi Crítica Serra d'Or d'obres completes per Obra completa, poesia
- 1988: Fill il·lustre de la ciutat d'Eivissa.
- 1989: Premi d'Honor de les Lletres Catalanes.
- 1995: Doctor Honoris Causa per la Universitat de les Illes Balears.

- 2000. Any Marià Villangómez (2013, Centenari del seu naixement). Promogut pel Consell Insular d'Eivissa i Formentera en el 70è aniversari de la publicació del seu primer poema en català.

## Obra

### Narrativa
- 1988 D'adés i d'ahir
- 1994 Parlar i escriure
- 2000 El llambreig en la fosca

### Poesia
- 1948 Terra i somni
- 1948 Elegies i paisatges
- 1950 Els dies
- 1954 Els béns incompartibles
- 1956 Sonets de Balansat
- 1956 Ceguesa de l'estel
- 1958 La miranda
- 1962 El cop a la terra (reeditat el 1988)
- 1963 Declarat amb el vent
- 1986 El palau de la natura
- 1986 Obres completes: Poesia
- 2013  Obra poètica completa (reedició de nou llibres de poemes)

### Textos autobiogràfics
- 1956 L'any en estampes

### Descripció i viatges
- 1957 Llibre d'Eivissa
- 1974 Eivissa : la terra, la història, la gent
- 1981 Alguns escrits sobre les Pitiüses

### Teatre
- 1983 El més alt embruixament. Se suspèn la funció
- 1998 Les germanes captives
- 2003 L'anell és més que un joc
- 2006 Amor d'avar, avar d'amor